# Leica M11
Leica M10
Le Leica M11 est un appareil photographique numérique télémétrique de 60 mégapixels fabriqué par Leica et annoncé le 13 janvier 2022.

## Caractéristiques techniques
Le M11 utilise un capteur rétro-éclairé de 60 mégapixels (MP), un filtre très fin à deux couches collées devant le capteur - une pour le blocage des IR et une pour le blocage des UV - ainsi que trois tailles de fichiers bruts qui utilisent chacun le plein cadre (60, 37 et 18 MP). À 18 MP, l'appareil photo offre une plage dynamique allant jusqu'à 15 stops. La plage ISO s'étend de 64 à 50000, 64 étant l'ISO de base. L'appareil photo dispose d'un chargeur intégré alimenté par USB-C.
Le M11 prend en charge la plupart des objectifs à monture M.

## Sortie
Le Leica M11 a été présenté par Leica le 13 janvier 2022 lors d'une retransmission en ligne depuis l'usine de Wetzlar, en Allemagne.
L'appareil est accompagné d'un viseur électronique Visoflex de 3,7 MP qui se fixe sur le M11 en tant qu'accessoire et peut être utilisé sur les modèles précédents Leica M10, Leica M10-P, Leica M10-D et Leica M10-R d'une définition de 2,4 MP.